# 光岡・ラセード
ラ・セード（Le-Seyde ）とは、光岡自動車が日産・シルビアを改造して販売していた、クラシック風クーペ型のスペシャルティカーである。

## 概要
シルビアから流用したエンジンおよびフロントアクスル一式をオリジナルの延長フレームに取り付け、そのフレームにシルビアのモノコックボディを載せる形でホイールベースを900 mm延長している。シルビアのモノコックはフロントストラットタワーから前部分、トランクフロアより後部、ルーフ後部を切断している。また延長フレームはシルビアのフレーム（フロアパン）に接合され、リアアクスル付近までフロア補強が加えられている。
エンジン、トランスミッション、リアアクスルの位置関係はシルビアのままであるが、シルビアのエンジンメンバーはサスペンションメンバーを兼ねているため、エンジンは元のモノコック側ではなく、延長フレーム側に取り付けられたマウントに載る形となっている。このため、同じくホイールベースを延長改造しているストレッチリムジンのようなプロペラシャフトの延長加工や強度計算は必要なく、前進したフロントアクスルの分だけステアリングシャフトを延長して対応している。
ラ・セードはシルビアのモノコックボディを切断加工してオリジナルフレームでホイールベースを延長した改造車であるが、当時の光岡はモノコックボディの複雑な強度計算に必要となるコンピュータを持たなかったため、自社製作したフレームにシルビアのモノコックボディを「補強材」として搭載した改造車である、と主張して改造申請が受理された。
ラ・セードによって得られたフレーム製作やモノコックボディ改造のノウハウは、後のゼロワンの組立車登録や型式認定、ビュート等のオリジナルカー製作に役立てられた。
左右のフロントフェンダーについているスペアタイヤカバーや、ボンネットの側面から伸びる6本のエキゾーストパイプはどちらもダミーで、タイヤカバー中にはバッテリーなどが入っている。それに対し、フロントにある4本のホーンは本物で、警音器として作動する。
あくまでシルビアの改造車という扱いであるため、エンジンルームのメーカーズプレートは自社のものではなく、日産のものがそのまま装着されている。

## 初代（1990年-1993年）S13改型
S13型シルビアをベースにホイールベースを延長し、FRP製の専用ボディを架装した。内装はロゴを除いてほぼシルビアと同一である。エンジンはCA18DE型 1.8 L 直列4気筒DOHCを搭載し、トランスミッションは4速ATのみ。
1990年に限定500台で発売したが、発売直後から大きな話題となり4日間で完売。シルビアのマイナーチェンジによる影響で、1993年まで製造された。
シルビアは1991年の改良でエンジンがSR20DE/Tに変更されているが、エンジンマウント等を新設計にする必要があったため、ラセードは変更されずに継続販売された。

## 2代目（2000年-2006年）S15改型
S15型シルビアをベースに開発された。シルビアの原型が残っているのは、フロントガラス、ドア、ミラー、サイドガラス、ルーフの前半部分などである。初代同様、内装はほぼシルビアと同一。エンジンはSR20DE型 2.0 L 直列4気筒DOHCを搭載し、トランスミッションは4速ATのみ。ボディカラーはエリザベスホワイト、クィーンズレッド、ロイヤルブルーの3色。
2000年11月15日に限定100台で発売された。2004年には限定3台のファイナルモデル本革シート特別限定仕様車が発売された。
また、2001年の第35回東京モーターショーにはコンバーチブルタイプが参考出展されたが、市販化には至らなかった。

## 車名の由来
「第二の人生・飽くなき夢を追い求め、自由を味わいながら長い人生を楽しむ」という意味合いのライフ・セカンド・ドリーム（Life Second Dream）という造語から来ている。